# Lortzingplatz (Köln)

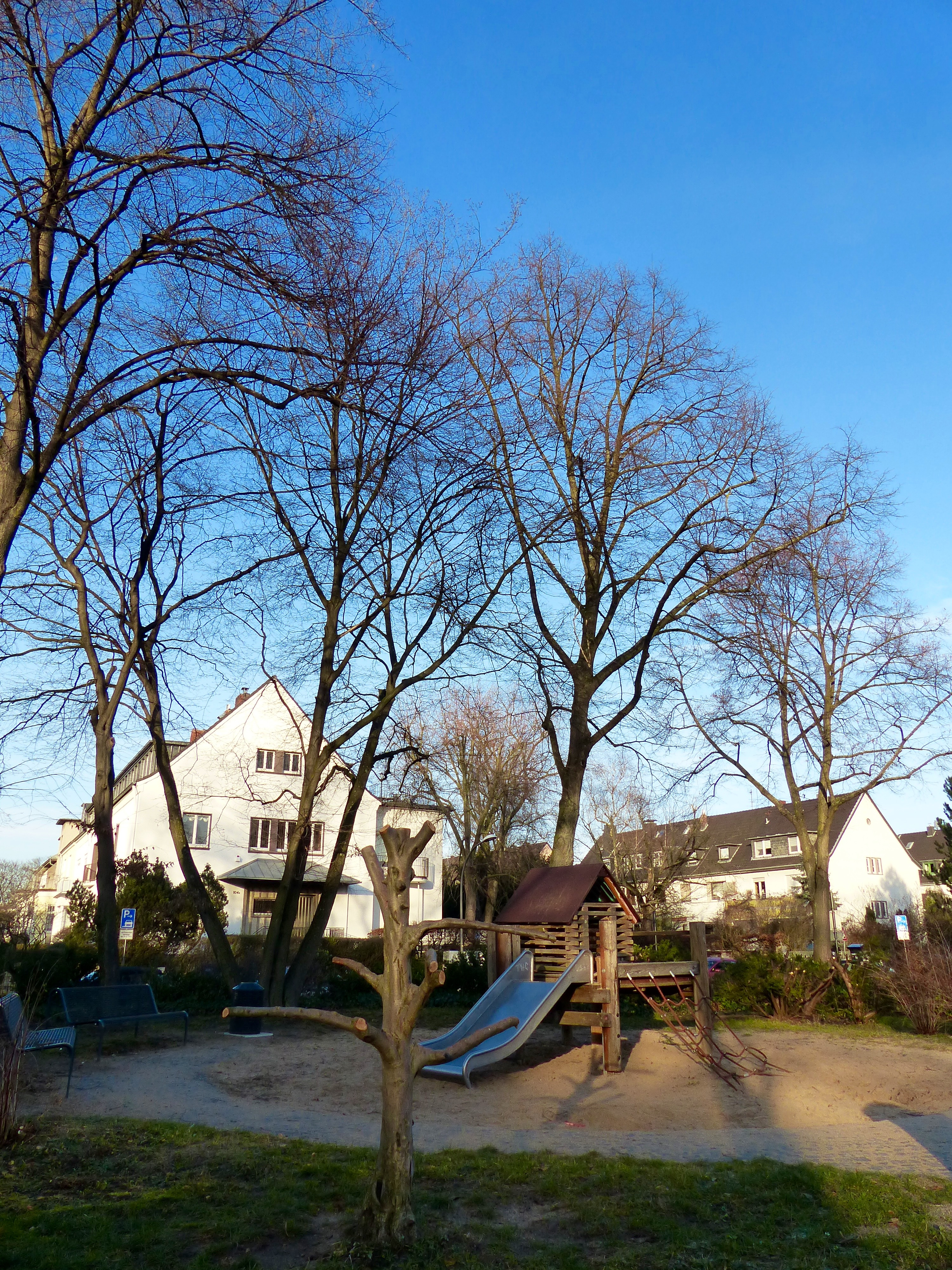
Spielplatz auf dem Lortzingplatz

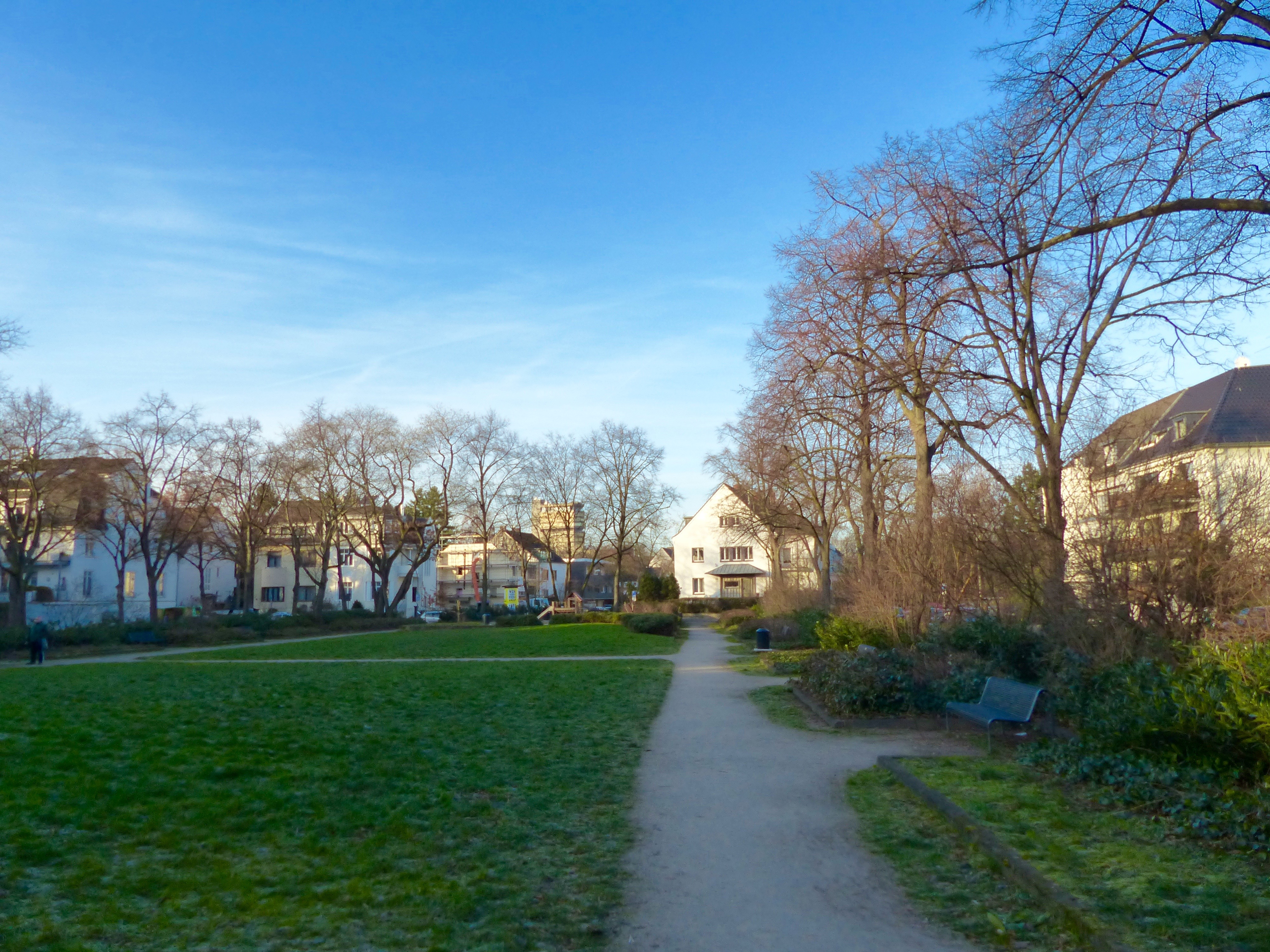
Blick nach Norden

Der Lortzingplatz wurde 1906 bis 1908 vom königlichen Gartenbauarchitekt Fritz Encke im Kölner Stadtteil Lindenthal angelegt. Der 2300 Quadratmeter große Gartenplatz sollte nach den Plänen Enckes die Funktion eines multifunktionalen Erholungsraum in dem  bis zum Beginn des 20. Jahrhunderts entstandenen Wohnviertel an der Theresienstraße übernehmen. Benannt wurde der Platz nach dem Komponisten Albert Lortzing, der in Köln am 30. Januar 1824 Rosina Regina Ahles geheiratet hat.

## Geschichte
Im Zweiten Weltkrieg wurde der Platz verwüstet. In der Folgezeit verwilderte die Grünfläche zusehends.
Im Januar 2001 wurde auf den Lortzingplatz vom Rheinischen Verein für Denkmalpflege und Landschaftsschutz aufmerksam gemacht, indem man ihn als Beispiel für Enckes soziale Grünflächenplanung als Denkmal des Monats ausgezeichnet hat.
Im Jahr 2002 wurde der Lortzingplatz mit  Unterstützung der Denkmalpflege vom Grünflächenamt der Stadt Köln für 120.000 Euro wieder neu bepflanzt und angelehnt an den ursprünglichen Entwurf von Encke in drei Zonen aufgegliedert. Auf der Nordseite des Platzes wurde ein Spielplatz neu gestaltet, während auf der Südseite, leicht erhöht, ein Tischtennisplatz eingerichtet wurde. Der zentrale Platz, der nach dem Krieg als Fußballfeld genutzt wurde, wurde wieder in eine Rasenfläche umgewandelt. An den Rändern wurden Ziersträucher und Ligusterhecken angepflanzt, Blumenrabatten angelegt und Ruhebänke aufgestellt.
Seit dem 1. Juli 1980 ist die Platzanlage als Baudenkmal der Stadt Köln ausgewiesen.